# Río Matsesta
El río Matsesta (del ruso: Мацеста) es un río del Cáucaso Occidental que desemboca en la orilla nordeste del mar Negro. Está situado en el territorio administrativo del distrito de Josta de la unidad municipal de la ciudad-balneario de Sochi, en el krai de Krasnodar de Rusia.

## Curso
Nace en las vertientes meridionales del monte Alek, a alrededor de 900 m de altura (el punto más alto de su cuenca mide 1 003 m.). Discurre en sus 17 km de longitud predominantemente en dirección sur, bordeando las vertientes occidentales de la cordillera de Ajún. Tiene muchos afluentes, los principales por la orilla derecha, el Tsanyk y el Zmeika. Tanto en su curso como en el de sus afluentes se sitúan conjuntos de cascadas de belleza singular. En su cuenca se halla Semiónovka (en la cabecera de un pequeño afluente por la izquierda, el Semiónovka Shchel), Izmáilovka, Verjóvskoye, Krayevsko-Armiánskoye y el microdistrito Matsesta, donde desemboca en el mar Negro.
Es conocido por los manantiales ricos en sulfuro de hidrógeno en su cuenca, que son el origen de su nombre, traducible en ubijé como "agua de fuego" o en abjaso como "lugar donde ha caído un relámpago". Su primera mención histórica corresponde al año 137, en la descripción que Flavio Arriano hace de la costa para el emperador Adriano, en la que habla del río Masaitiku.
Para permitir sobrepasar su valle a la carretera federal M27, se construyó en 1938 el viaducto Matsestinski de 411 m de longitud.

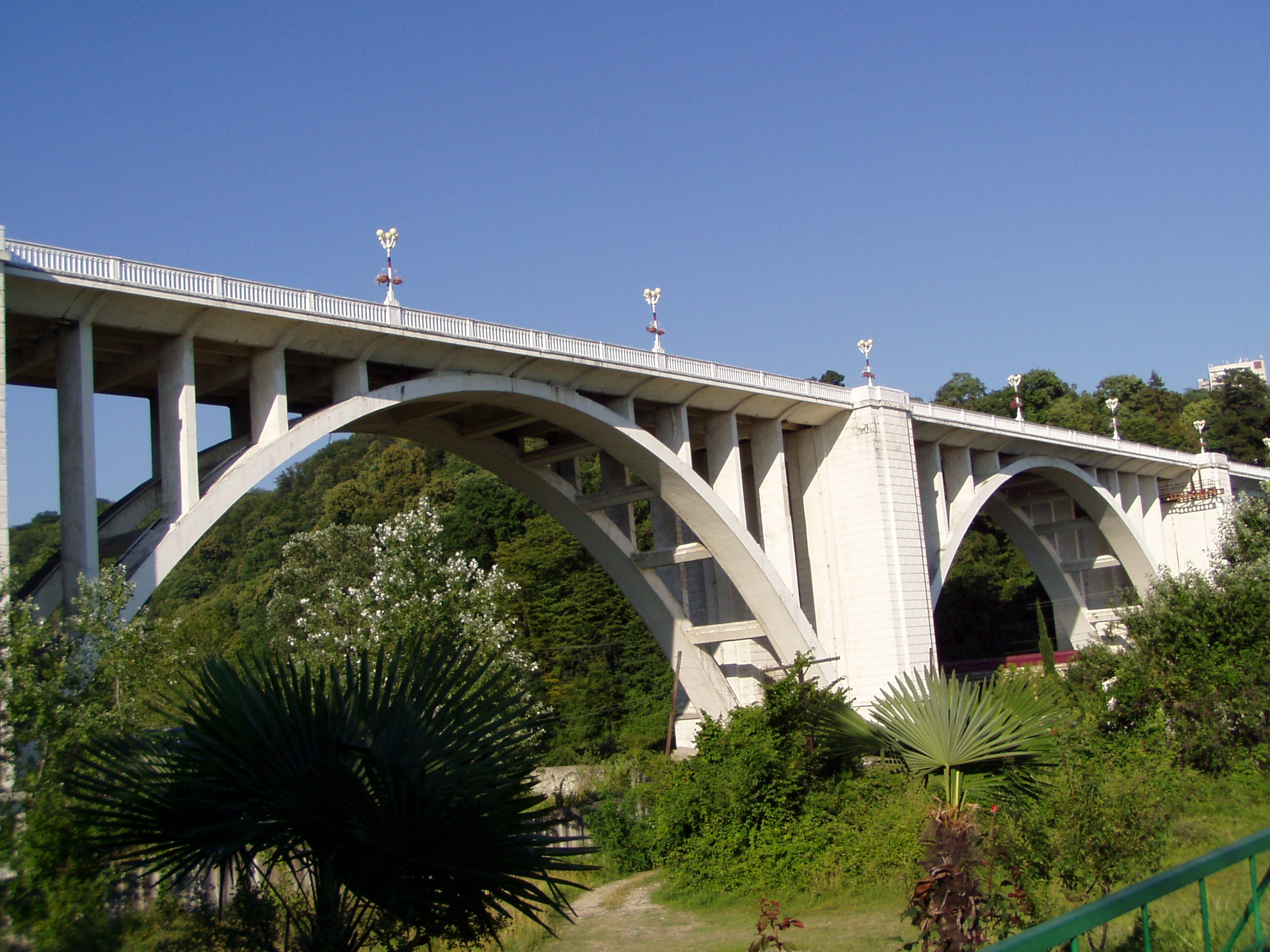
Viaducto del Matsesta.